# Microstachys uleana
Microstachys uleana là một loài thực vật có hoa trong họ Đại kích. Loài này được (Pax & K.Hoffm.) Esser mô tả khoa học đầu tiên năm 1998 publ. 1999.